# Qurius
Qurius was een Nederlandse beursgenoteerde onderneming, actief op het gebied van informatiesystemen (ICT). In 1998 is het bedrijf naar de beurs gegaan onder de naam Magnus Holding NV. De naam Qurius kwam in beeld bij de door Fred Hermans geïnitieerde fusie van Magnus en Qurius in 2003. In mei 2006 is besloten om de naam te wijzigen in Qurius. Tevens kwam de focus volledig op Microsoft-producten te liggen.
Aan het einde van 2006 verdubbelde het bedrijf in omvang door te fuseren met het bedrijf Watermark. Sindsdien is het ook internationaal actief, onder andere in Duitsland, Spanje en Scandinavië. Op dinsdag 16 juli 2013 werd de naam van de vennootschap gewijzigd in Lavide Holding N.V. wegens de verkoop van de handelsnaam Qurius aan Prodware SA in 2012.

## Activiteiten
Qurius bestaat uit een aantal zogenaamde business lines:
- BS: levert en onderhoudt zogenoemde 'business solutions', ofwel bedrijfsoplossingen voor specifieke marktsegmenten, en baseert zich daarvoor op Microsoft Dynamics NAV en AX (opvolgers van respectievelijk Navision en Axapta).
- AS: ontwikkelt en onderhoudt zogenaamde 'advanced solutions', ofwel maatwerkproducten als webportals, en gebruikt daarvoor onder meer producten als Microsoft SharePoint, Microsoft BizTalk Server
- IS (infrastructure solutions)
- LS (learning solutions)
- MS (managed services)